# Triclorofluorometà
El triclorofluorometà (CCl₃F), més conegut com a CFC-11, és un líquid inodor i incolor, té una densitat d'1,494 g/cm³ i un punt d'ebullició pròxim a temperatura ambient. És un refrigerant ideal pel seu ús en aires condicionats degut al seu baix punt d'ebullició. També s'utilitza en agents escumants, precursors en aplicacions medicinals i dissolvents desegreixants. El CFC-11 s'utilitza, a vegades, com un producte de neteja en sistemes de pressió baixa. El CFC-11 és perjudicial per al medi ambient quan arriba a l'estratosfera, ja que pateix reaccions fotoquímiques i es descompon donant radicals clor que reaccionaran amb l'ozó i, per tant, contribueix a la desaparició de la capa d'ozó.

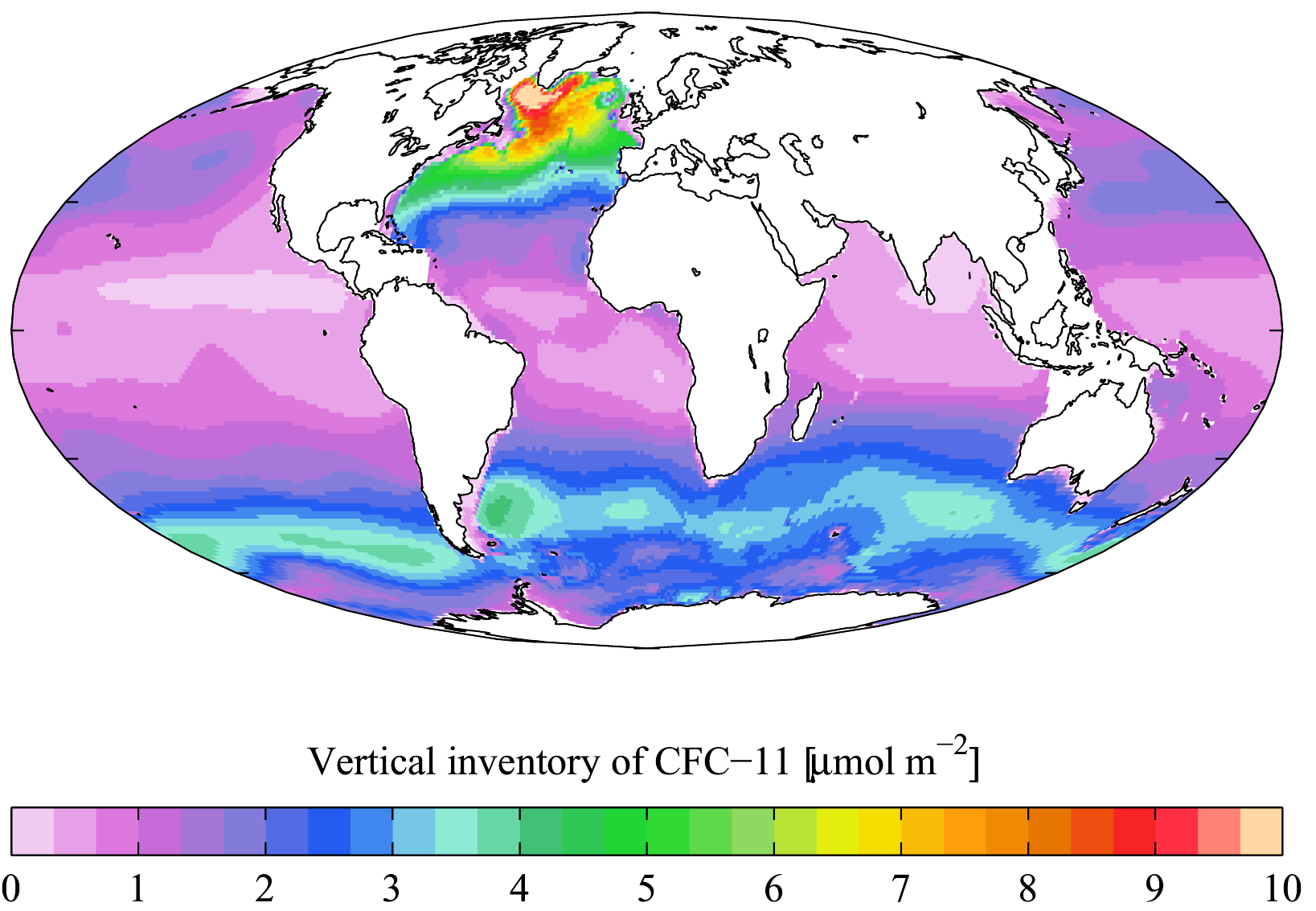
"Dia d'avui" (1990) CFC-11 inventari verticals oceànica

## Taula de propietats físiques
| Property                              | Valor                |
| ------------------------------------- | -------------------- |
| Densitat (ρ) a 0 °C                   | 1.5432 g.cm−3        |
| Densitat (ρ) a 18.82 °C               | 1.4905 g.cm−3        |
| Temperatura crítica (Tc)              | 198 °C (471 K)       |
| Pressió crítica (pc)                  | 4.410 MPa (44.1 bar) |
| densitat crítica (ρc)                 | 4.151 mol.l−1        |
| Índex de refracció (n) a 20 °C, D     | 1.3821               |
| Factor de acèntric (ω)                | 0.18875              |
| Moment dipolar                        | 0.450 D              |
| Potencial d'esgotament de l'ozó (PAO) | 1 (per definició)    |
| Potencial d'escalfament global (GWP)  | 4600 (CO₂ = 1)       |